# 氷川大橋
氷川大橋（ひかわおおはし）は、東京都西多摩郡奥多摩町の国道411号にある橋で、日本百名橋の1つである。

## 概要
北側には奥多摩町役場、東側には奥氷川神社、南側には吊り橋である氷川小橋、日原川と多摩川の合流点がある。
時期は不明だが、『新編武蔵風土記稿』、『武蔵名勝図会』から刎橋が架けられていたことが分かる。

## 歴史
現在の橋は、1933年（昭和8年）に架けられた。1982年（昭和57年）、新たにアーチ橋を造って一体化させるとともに、高欄にデザインパネルをつけた。